# Liste der Kathedralen in Portugal
Eine Kathedrale ist eine Kirche mit Bischofssitz. Sie ist die Hauptkirche eines Bistums (kirchlicher Verwaltungsbezirk). Wenn ein Bistum mehrere mögliche Bischofskirchen besitzt, heißen diese Konkathedralen. Die hier aufgeführten portugiesischen Kathedralen sind allesamt römisch-katholisch.

## Existente Kathedralen
| Stadt                      | Kathedrale                                | Bistum                    | Baudaten                                | Besonderheiten                        | Bild |
| -------------------------- | ----------------------------------------- | ------------------------- | --------------------------------------- | ------------------------------------- | ---- |
| Angra do Heroísmo (Azoren) | Sé Catedral                               | Angra                     | 1570–1618                               | UNESCO-Weltkulturerbe                 |      |
| Aveiro                     | Sé Catedral de S. Domingos                | Aveiro                    | 15. Jh.; Kathedrale ab 1938             |                                       |      |
| Beja                       | Sé Catedral                               | Beja                      | Ende 16. Jh.; Kathedrale ab 1925        |                                       |      |
| Braga                      | Sé Catedral de Santa Maria                | Braga                     | 12.–16. Jh.                             | Basilica minor                        |      |
| Bragança                   | Nova Catedral de Nossa Senhora Rainha     | Bragança-Miranda          | 1981–2001                               |                                       |      |
| Coimbra                    | Sé Nova de Santíssimo Nome de Jesus       | Coimbra                   | 17. Jh.                                 |                                       |      |
| Évora                      | Sé Catedral de Santa Maria da Assunção    | Évora                     | ab 1186, Einweihung 1204                | Basilica minor, UNESCO-Weltkulturerbe |      |
| Faro                       | Sé Catedral                               | Faro                      | 13.–17. Jh.                             |                                       |      |
| Funchal (Madeira)          | Sé Catedral de Nossa Senhora da Assunção  | Funchal                   | 1500–1518; Kathedrale seit 1514         |                                       |      |
| Guarda                     | Sé Catedral de Guarda                     | Guarda                    | 14.–16. Jh.                             |                                       |      |
| Lamego                     | Sé Catedral de Lamego                     | Lamego                    | 12.–16. Jh.                             |                                       |      |
| Leiria                     | Sé Catedral de Nossa Senhora da Conceição | Leiria-Fátima             | 1557–1574                               |                                       |      |
| Lissabon                   | Sé Patriarcal de Santa Maria Maior        | Lissabon                  | 12. Jh.                                 |                                       |      |
| Portalegre                 | Sé Catedral de Portalegre                 | Portalegre-Castelo Branco | 16. Jh.                                 |                                       |      |
| Porto                      | Sé Catedral de Nossa Senhora da Assunção  | Porto                     | 12.–18. Jh.                             | UNESCO-Weltkulturerbe                 |      |
| Santarém                   | Sé Catedral de Nossa Senhora da Conceição | Santarém                  | 17. Jh.; Kathedrale seit 1975           |                                       |      |
| Setúbal                    | Sé Catedral de Santa Marta da Graça       | Setúbal                   | 2. Hälfte 16. Jh.; Kathedrale seit 1975 |                                       |      |
| Viana do Castelo           | Sé Catedral de Santa Maria Maior          | Viana do Castelo          | 15./16. Jh.; Kathedrale seit 1977       |                                       |      |
| Vila Real                  | Sé Catedral                               | Vila Real                 | 15./16. Jh.; Kathedrale seit 1977       |                                       |      |
| Viseu                      | Sé de Viseu                               | Viseu                     | 13.–16. Jh.                             |                                       |      |

## Konkathedralen
| Stadt            | Kathedrale                           | Bistum                    | Baudaten                                                       | Bild |
| ---------------- | ------------------------------------ | ------------------------- | -------------------------------------------------------------- | ---- |
| Castelo Branco   | Sé Concatedral de São Miguel Arcanjo | Portalegre-Castelo Branco | Ende 17. Jahrhundert; Kathedrale von 1771 bis 1881             |      |
| Miranda do Douro | Sé Santa Maria                       | Bragança-Miranda          | 2. Hälfte 16. Jh.; Kathedrale ab 1545, Konkathedrale seit 1770 |      |

## Ehemalige Kathedralen
| Stadt    | Kathedrale                           | Bistum           | Baudaten                                  | Bild |
| -------- | ------------------------------------ | ---------------- | ----------------------------------------- | ---- |
| Bragança | Sé Velha                             | Bragança-Miranda | ca. 1530–1550, Kathedrale bis 1770        |      |
| Coimbra  | Sé Velha                             | Coimbra          | Mitte 12. Jh., Kathedrale bis 1772        |      |
| Elvas    | Sé Catedral Nossa Senhora d’Assunção | Évora            | 1517–1537, Kathedrale bis 1881            |      |
| Silves   | Sé Catedral de Silves                | Faro             | 12., 13. und 18. Jh., Kathedrale bis 1577 |      |